# Ruggine (colore)
Ruggine è una tonalità di rosso - arancione - marrone che assomiglia al colore del ferro ossidato (ruggine).